# Фото за годину
«Фото за годину» (англ. One Hour Photo) — американський психологічний трилер режисера Марка Романека (також був сценаристом), що вийшов 2002 року. У головних ролях Робін Вільямс, Майкл Вартан, Конні Нілсен.
Продюсерами були Памела Коффлер, Крістін Вехон і Стен Влодковскі. Вперше фільм продемонстрували 13 січня 2002 року у США на кінофестивалі «Санденс». В Україні фільм у кінопрокаті не демонструвався.

## Сюжет
Сей Перріш вже 20 років працює у фотолабораторії, єдине, що є у його житті, це фотографії. Його професіоналізм високо цінують клієнти, а він настільки добросовісно ставиться до роботи, що знає все про своїх клієнтів. Особливо багато він знає про сім'ю Йоркінів і коли у них появились складнощі, Перріш вирішує втрутитись.

## У ролях
| Актор         | Персонаж                                         | Роль                                        |
| ------------- | ------------------------------------------------ | ------------------------------------------- |
| Робін Вільямс | Сеймур «Сей» Перріш (англ. Seymour «Sy» Parrish) | технік у фотолабораторії                    |
| Конні Нілсен  | Ніна Йоркін (англ. Nina Yorkin)                  | постійна клієнтка фотолабораторії           |
| Майкл Вартан  | Вілл Йоркін (англ. Will Yorkin)                  | чоловік Ніни                                |
| Ділан Сміт    | Джейк Йоркін (англ. Jake Yorkin)                 | син Вілла і Ніни                            |
| Ґері Коул     | Білл Овенс (англ. Bill Owens)                    | менеджер фотолабораторії, начальник Сеймура |
| Ерік Ла Салле | Джеймс Ван Дер Зі (англ. James Van Der Zee)      | детектив                                    |
| Кларк Грегг   | Пол Оутербрідж (англ. Paul Outerbridge)          | детектив                                    |
| Пол Х. Кім    | Йоші Аракі (англ. Yoshi Araki)                   | працівник фотолабораторії                   |

## Сприйняття

### Критика
Фільм отримав загалом позитивні відгуки: Rotten Tomatoes дав оцінку 81 % на основі 193 відгуків від критиків (середня оцінка 7/10) і 57 % від глядачів із середньою оцінкою 2,9/5 (157,495 голосів), Internet Movie Database — 6,8/10 (72 020 голосів), Metacritic — 64/100 (35 відгуків критиків) і 6,7/10 від глядачів (55 голосів).

### Касові збори
Під час показу у США протягом першого (вузького, зі 21 серпня 2002 року) тижня фільм був показаний у 7 кінотеатрах і зібрав $321,515, що на той час дозволило йому зайняти 24 місце серед усіх прем'єр. Наступного (широкого, зі 13 вересня 2002 року) тижня фільм був показаний у 1,212 кінотеатрах і зібрав $8,006,660 (3 місце). Показ протривав 138 днів (19,7 тижня) і зібрав у прокаті у США $31,597,131, а у світі — $20,626,175, тобто $52,223,306 загалом при бюджеті $12 млн.

### Нагороди і номінації[9]
| Рік  | Нагорода                                  | Категорія                                         | Номінант                       | Результат |
| ---- | ----------------------------------------- | ------------------------------------------------- | ------------------------------ | --------- |
| 2002 | Deauville Film Festival                   | Нагорода «Прем'єра»                               | Марк Романек                   | Перемога  |
| 2002 | Deauville Film Festival                   | Приз глядацьких симпатій                          | Марк Романек                   | Перемога  |
| 2002 | Deauville Film Festival                   | Спеціальний приз журі                             | Марк Романек                   | Перемога  |
| 2002 | Deauville Film Festival                   | Великий спеціальний приз                          | Марк Романек                   | Номінація |
| 2002 | Міжнародний кінофестиваль у Локарно       | Золотий леопард                                   | Марк Романек                   | Номінація |
| 2003 | Сатурн                                    | Найкращий актор                                   | Робін Вільямс                  | Перемога  |
| 2003 | Сатурн                                    | Найкращий пригодницький фільм, бойовик чи трилер  | фільм                          | Номінація |
| 2003 | Сатурн                                    | Найкраща музика                                   | Райнгольд Гайль, Джонні Клімек | Номінація |
| 2003 | Сатурн                                    | Найкраща жіноча роль другого плану                | Конні Нілсен                   | Номінація |
| 2003 | Сатурн                                    | Найкращий сценарій                                | Марк Романек                   | Номінація |
| 2003 | Satellite Awards (Golden Satellite Award) | Найкращий відеомонтаж                             | Джеффрі Форд                   | Номінація |
| 2003 | Satellite Awards (Golden Satellite Award) | Найкраща акторська гра у художньому фільмі, драма | Робін Вільямс                  | Номінація |